# Semigrup
În matematică, un semigrup este o structură algebrică formată dintr-o mulțime S și o lege de compoziție internă (operație binară pe S) asociativă. Denumirea provine de la noțiunea de grup, iar legătura imediată dintre aceste structuri este că orice grup este un semigrup.
Operația semigrupului este adesea notată multiplicativ, adică rezultatul aplicării operației semigrupului asupra perechii ordonate (x, y) este notat {\displaystyle x\cdot y} sau chiar xy.
Un semigrup fără element neutru poate fi transformat într-un monoid, prin adăugarea unui element arificial e, asupra căruia operația funcționează astfel:
{\displaystyle ex=xe=x}, oricare ar fi {\displaystyle x\in S\ \cup \ \{e\}}.